# Tomás Ribeiro Paiva
Tomás Miguel Miné Ribeiro Paiva GCMM • GCRB • GCMD (São Paulo, 29 de setembro de 1960), também conhecido como General Tomás, é um militar brasileiro, atual comandante do Exército do Brasil, função que assumiu em 21 de janeiro de 2023.

## Biografia

### Primeiros anos e formação acadêmica
Nascido na cidade de São Paulo, ele iniciou a carreira militar em 1975, quando entrou na Escola Preparatória de Cadetes do Exército (EsPCEx), em Campinas , e foi declarado aspirante a oficial da Arma de Infantaria em 1981.

### Carreira
Em seu currículo, Tomás também tem passagens como subalterno e comandante de companhia de fuzileiros no 7º Batalhão de Infantaria Blindado, em Santa Maria (RS), no 26° Batalhão de Infantaria Paraquedista, no Rio de Janeiro (RJ), e no 33° Batalhão de Infantaria Motorizado, em Cascavel (PR).
Também foi instrutor do Curso de Infantaria da Academia Militar das Agulhas Negras (AMAN), Subcomandante da Companhia de Precursores Paraquedista, Ajudante de Ordens do Presidente da República no governo de Fernando Henrique Cardoso e Assessor Militar do Brasil junto ao Exército do Equador.
Como Coronel, comandou o Batalhão da Guarda Presidencial, em Brasília (DF), entre 31 de janeiro de 2003 e 27 de janeiro de 2005, além da Escola Preparatória de Cadetes do Exército, em Campinas, entre 18 de janeiro de 2010 e 8 de abril de 2011.
Atuou em missão do Exército no Haiti como Subcomandante do Batalhão de Infantaria de Força de Paz e foi Comandante da Força de Pacificação da Operação Arcanjo VI, no Complexo da Penha e do Alemão, no Rio de Janeiro (RJ), em 2012.
Promovido a General de Brigada em 31 de março de 2011, trabalhou no Comando de Operações Terrestres, em Brasília e comandou a 11a. Brigada de Infantaria Leve, em Campinas, e a Academia Militar das Agulhas Negras.
Ascendeu a General de Divisão em 31 de março de 2015 e foi designado Chefe do Gabinete do Comandante do Exército, em Brasília, quando o general Eduardo Villas Bôas comandou a Força Terrestre. Também comandou a 5ª Divisão de Exército, em Curitiba.
Foi promovido a General de Exército em 31 de julho de 2019, sendo designado Chefe do Departamento de Educação e Cultura do Exército. Em seguida, comandou o Comando Militar do Sudeste.

### Comando do Exército
Em 21 de janeiro de 2023, foi nomeado ao mais alto posto do Exército Brasileiro pelo presidente Luiz Inácio Lula da Silva. Como comandante, foi condecorado em junho com a maior honraria da Ordem do Mérito da Defesa.

## Condecorações[7]
- Ordem do Mérito Militar - Grã-Cruz
- Ordem do Mérito da Defesa - Grã-Cruz
- Ordem do Mérito Naval - Grande-Oficial
- Ordem do Mérito Aeronáutico - Grande-Oficial
- Ordem do Mérito Judiciário Militar - Alta Distinção
- Ordem do Mérito do Ministério Público Militar - Grande-Oficial
- Ordem de Rio Branco - Grã-Cruz[9]
- Medalha Militar de Ouro com Passador de Platina
- Medalha Marechal Osório - O Legendário
- Medalha das Nações Unidas – MINUSTAH
- Medalha do Corpo de Tropa – Bronze
- Medalha Marechal Trompowsky com Passador de Ouro
- Medalha Mérito Desportivo Militar
- Medalha de Tributo à Força Expedicionária Brasileira
- Medalha da Vitória
- Medalha Marechal Mascarenhas de Moraes
- Medalha do Mérito Marechal Cordeiro de Farias
- Medalha Mérito Tamandaré
- Medalha Guilherme de Almeida
- Medalha Mérito em Clínica Médica
- Colar “O Patriarca da Independência – José Bonifácio de Andrada e Silva” – Grau Comendador
- Distintivo de Comando Dourado